# Nagurus carinatus
Nagurus carinatus là một loài chân đều trong họ Trachelipodidae. Loài này được Dollfus miêu tả khoa học năm 1905.